# Fernando Mayans Canabal
Fernando Enrique Mayans Canabal (Villahermosa, Tabasco; 5 de abril de 1963) es un político mexicano, renunció al Partido de la Revolución Democrática en  el 2018, ha sido candidato a presidente municipal, diputado local, diputado federal por el IV Distrito Electoral de Tabasco y senador por el Estado de Tabasco. Su hermano Humberto también fue senador por el estado de Tabasco, postulado por el PVEM. Actualmente es director general del ISSET del Gobierno del Estado de Tabasco.

## Datos biográficos
Fernando Mayans es médico cirujano egresado de la Universidad La Salle, ha sido diputado al Congreso de Tabasco, y en 2006 fue elegido diputado federal por el IV Distrito Electoral Federal de Tabasco a la LX Legislatura y a los pocos días de asumir el cargo solicitó licencia para ser candidato a presidente municipal de Centro en las elecciones de Tabasco de 2006.
Al perder la elección por estrecho margen frente al candidato del PRI, se inconformó por el resultado. Fue secretario de la Comisión de Salud, integrante del Centro de Estudios de las Finanzas Públicas e integrante de la Comisión de la Auditoría Superior de Fiscalización de la Cámara de Diputados. Además fue nombrado Presidente del Grupo de Amistad México - Palestina en la Cámara de Diputados. En 2009 fue candidato del Partido de la Revolución Democrática para la alcaldía de Centro, municipio que tiene la mayor concentración poblacional del estado de Tabasco y la capital del mismo, la ciudad de Villahermosa.
En 26 de octubre de 2011 en el Auditorio Eduardo Alday Hernández de la División Académica de Ciencias Sociales y Humanidades campus Bicentenario de la Universidad Juárez Autónoma de Tabasco, el doctor Fernando Mayans Canabal y el maestro Diógenes de la Cruz Pereyra presentaron el libro “La Medicina en Tabasco a través del Tiempo”. Obra editada por la Universidad Juárez Autónoma de Tabasco de la Colección Julián Manzur.
El primero de julio de 2012 participó en la elección a senador por el Estado de Tabasco por la Coalición Movimiento Progresista integrada por el Partido del Trabajo, Movimiento Ciudadano y el Partido de la Revolución Democrática en la segunda posición de la fórmula y ganó la elección para el Senado de la República.